# Integral completa de Fermi–Dirac
Em matemática, a integral completa de Fermi–Dirac, nomeada em homenagem a Enrico Fermi e Paul Dirac, para um índice j  é dada por
{\displaystyle F_{j}(x)={\frac {1}{\Gamma (j+1)}}\int _{0}^{\infty }{\frac {t^{j}}{\exp(t-x)+1}}\,dt.}
Essa é uma definição alternativa da função polilogarítmica. A forma fechada da função existe para j = 0:
{\displaystyle F_{0}(x)=\ln(1+\exp(x)).\,}